# Том Локієр (футболіст)
Том Локієр (англ. Tom Lockyer, нар. 3 грудня 1994, Кардіфф) — валлійський футболіст, що грає на позиції центрального захисника за англійський «Лутон Таун» і національну збірну Уельсу.

## Клубна кар'єра
Народився 3 грудня 1994 року в Кардіффі. Вихованець юнацьких команд місцевого «Кардіфф Сіті» та англійського «Бристоль Роверс».
У дорослому футболі дебютував 2012 року виступами за головну команду «Бристоль Роверс» у четвертому за силою англійському дивізіоні. Загалом відіграв за неї сім сезонів, взявши участь у 255 матчах чемпіонату, близько половини з яких у третьому дивізіоні.
Влітку 2019 року, після завершення контракту з «Роверс», залишив клуб на правах вільного агента і уклав дворічну угоду з «Чарльтон Атлетик», команда якого саме пробилася до Чемпіонату Футбольної ліги. Був стабільним гравцем основного складу команди, пропустивши по ходу сезони лише три гри, через дисциплінарні покарання.
За результатами сезону 2019/20 «Чарльтон Атлетик» не зберіг місце у другому англійському дивізіоні, що дозволило гравцеві активувати передбачену на такий випадок у контракті опцію і залишити клуб.
1 вересня 2020 року на правах вільного агента став гравцем іншого представника Чемпіонату Футбольної ліги «Лутон Таун».
16 грудня 2023 року впав на полі під час матчу проти «Борнмута» через зупинку серця. Гру було призупинено  за рахунку 1:1 на 59-ій хвилині, пізніше було оголошено, що футболіст у стабільному стані.

## Виступи за збірні
Протягом 2015–2016 років залучався до складу молодіжної збірної Уельсу. На молодіжному рівні зіграв у 7 офіційних матчах.
2017 року дебютував в офіційних матчах у складі національної збірної Уельсу.
Був включений до заявки національної команди на фінальну частину Євро-2020.
| Дата       | Місто     | Господарі   | Результат | Гості    | Турнір                               | Голи | Примітки |
| ---------- | --------- | ----------- | --------- | -------- | ------------------------------------ | ---- | -------- |
| 14-11-2017 | Кардіфф   | Уельс       | 1 – 1     | Панама   | товариський матч                     | -    | 46'      |
| 22-3-2018  | Наньнін   | КНР         | 0 – 6     | Уельс    | товариський матч                     | -    | 71'      |
| 26-3-2018  | Наньнін   | Уругвай     | 1 – 0     | Уельс    | товариський матч                     | -    | 75'      |
| 28-5-2018  | Пасадена  | Мексика     | 0 – 0     | Уельс    | товариський матч                     | -    | 21'      |
| 20-11-2018 | Ельбасан  | Албанія     | 1 – 0     | Уельс    | товариський матч                     | -    |          |
| 9-9-2019   | Кардіфф   | Уельс       | 1 – 0     | Білорусь | товариський матч                     | -    | 77'      |
| 10-10-2019 | Трнава    | Словаччина  | 1 – 1     | Уельс    | Відбір до ЧЄ 2020                    | -    |          |
| 13-10-2019 | Кардіфф   | Уельс       | 1 – 1     | Хорватія | Відбір до ЧЄ 2020                    | -    |          |
| 16-11-2019 | Баку      | Азербайджан | 0 – 2     | Уельс    | Відбір до ЧЄ 2020                    | -    |          |
| 19-11-2019 | Кардіфф   | Уельс       | 2 – 0     | Угорщина | Відбір до ЧЄ 2020                    | -    | 72'      |
| 3-9-2020   | Гельсінкі | Фінляндія   | 0 – 1     | Уельс    | Ліга націй УЄФА 2020-2021 - 1-й етап | -    |          |
| 6-9-2020   | Кардіфф   | Уельс       | 1 – 0     | Болгарія | Ліга націй УЄФА 2020-2021 - 1-й етап | -    |          |
| 12-11-2020 | Кардіфф   | Уельс       | 0 – 0     | США      | товариський матч                     | -    |          |
| Усього     |           | Матчів      | 13        |          | Голів                                | 0    |          |